# 2018年アメリカ合衆国上院議会議員選挙 (カリフォルニア州)
2018年アメリカ合衆国上院議会議員選挙（カリフォルニア州）は、カリフォルニア州代表のアメリカ合衆国上院議員(senator)を選出する選挙である。本選挙は2018年11月6日に行われ、同日に、アメリカ上院議会議員選挙 、アメリカ下院議会議員選挙 、ならびに各地方選挙が行われた。
カリフォルニア州法の無党派一括予備選挙法で、候補者の所属政党にかかわらず、すべての候補者の名前が投票用紙に記載されると定められている。予備選挙では、有権者が自身の支持政党に関係なく、任意の候補者に投票する。カリフォルニア州の予備選挙制度では、たとえ最多得票者数が過半数の得票を獲得したとしても、所属政党に関係なく、得票の多い上位2名の候補者が12月の本選挙に立候補できるとされている。ワシントン州やルイジアナ州では、アメリカ合衆国上院議員を選ぶにあたり、この制度に似たジャングル主義予備選挙制度が採用されている。
立候補届出の締め切り日は2018年3月8日で、予備選挙は2018年6月5日に行われる予定である。
民主党所属の現職、ダイアン・ファインスタイン上院議員は、4期目の再選に挑んだ2012年の選挙で、アメリカ上院選挙史上最多の786万票（得票率63%）を獲得し、当選した。 ファインスタインはアメリカ合衆国上院司法委員会の幹部委員を務めている。 ファインスタインは2018年の選挙の時点で85歳を迎えるため、彼女の長年の同僚の バーバラボクサー が2017年1月の任期満了で勇退したように、2019年1月をもって上院議員を引退するという憶測があった。 バークレーIGSの世論調査によると、カリフォルニア州の大多数の有権者は、ファインスタインの高齢さを理由に彼女が議員を引退し、新たな政治家と交代することを望んでいるという結果が出た。 このような結果にもかかわらず、ファインスタインは5期目の当選を目指すために今回選挙への立候補を宣言した。

## 立候補予定者

### 民主党

#### 立候補表明者
- ダイアン・ファインスタイン - 現職
- ケビン-デ-レオン - カリフォルニア州上院議会議長